# 국립 동양 예술 박물관
국립 동양 예술 박물관(이탈리아어: Museo Nazionale d'Arte Orientale)은 이탈리아 로마에 위치하며, 1957년에 개관한 박물관이다. 박물관은 한국, 일본, 중국, 티베트 등 다양한 동양 유물들을 전시하고 있다.